# 화성행행도 병풍
화성행행도 병풍(華城行幸圖 屛風)은 조선의 제22대 국왕 정조가 아버지인 사도세자의 묘소에 행차한 모습을 그린 그림을 담은 8폭 병풍을 말한다. 대한민국의 보물 제1430호로 지정되어 있다.
정조가 부친인 사도세자의 회갑을 맞이하여, 정조 19년(1795년) 윤 2월 9일부터 8일간에 걸쳐 모친인 혜경궁 홍씨를 모시고 사도세자의 묘소가 있는 화성의 현륭원(顯隆園)을 행행했을 때 거행한 주요 행사를 그린 8첩 병풍이다.
각 폭의 내용은 〈화성성묘전배도〉(華城聖廟展拜圖), 〈낙남헌방방도〉(洛南軒放榜圖), 〈봉수당진찬도〉(奉壽堂進饌圖), 〈낙남헌양로도〉(洛南軒養老圖), 〈서장대야조도〉(西將臺夜操圖), 〈득중정어사도〉(得中亭御射圖), 〈환어행렬도〉(還御行列圖), 〈한강주교환어도〉(漢江舟橋還御圖) 등으로 구성되어 있다.
당시 최고의 화원으로 규장각 자비대령화원이었던 김득신, 이인문 등이 그렸는데,‘ 봉수당진찬도 등은 기존의 전통적인 구도 방식을 따르고 있으나, 〈환어행렬도〉에서는 김홍도의 평생도에 나타나는 '之'자형의 구도를 지니고 있다.
〈한강주교환어도〉에서도 기존 궁중행사도에서 보기 힘든 새로운 화면전개방식을 취하고 있다. 또한 그림에 등장하는 인물들이 다양하고 해학성이 있어 당시의 풍속을 충실히 반영하고 있다. 색채 또한 세련된 색채를 구사하였고 묘사가 매우 정교하게 되어 있다.
이 그림은 대표적인 역사적 기록화로서 풍속화적인 성격도 강한데, 그림으로서만이 아닌 사료로서의 가치가 매우 크며 묘사, 색채면에서 매우 우수하여 18세기 최고의 기록화에 속한다고 할 수 있다.